# مست (فیلم)
«مست» (یونانی: Ο μεθύστακας) یک فیلم است که در سال ۱۹۵۰ منتشر شد.